# Narejki (sielsowiet Putczyna)
Narejki, Norejki (biał. Нарэйкі, Narejki; ros. Нарейки, Nariejki) – wieś na Białorusi, w obwodzie mińskim, w rejonie dzierżyńskim, w sielsowiecie Putczyna, nad Ptyczą i w pobliżu jej źródeł.

## Historia
W XIX i w początkach XX w. wieś i folwark położone w Rosji, w guberni mińskiej, w powiecie mińskim. Folwark nosił także nazwę Ernestowszczyzna. Znajdowała się tu wówczas katolicka kaplica filialna parafii w Kojdanowie.
Po I wojnie światowej pod administracją polską, w Zarządzie Cywilnym Ziem Wschodnich, w okręgu mińskim, w powiecie mińskim.
W wyniku postanowień traktatu ryskiego znalazły się w granicach Związku Sowieckiego. Od 1924 siedziba sielsowietu, od 1931 będącego polsowietem. W latach 1932–1937 w Polskim Rejonie Narodowym im. Feliksa Dzierżyńskiego. Po likwidacji rejonu narodowego i zapoczątkowaniu operacji polskiej NKWD w 1937, mieszkańców Narejek dotknęły represje.
Od 1991 w niepodległej Białorusi.